# Ánimas Trujano
Ánimas Trujano är en kommun i Mexiko.   Den ligger i delstaten Oaxaca, i den sydöstra delen av landet, 400 km sydost om huvudstaden Mexico City.
Följande samhällen finns i Ánimas Trujano:
- El Zapotillo